# Cneorane rugulipennis
Cneorane rugulipennis es un coleóptero de la familia Chrysomelidae.
Fue descrita científicamente en 1886 por Baly.